# Palma (Moçambic)
|  | Per a altres significats, vegeu «Palma (desambiguació)». |

Palma és una ciutat situada en la costa nord-est de Moçambic, al sud de la frontera amb Tanzània. És coneguda per la cistelleria, la fabricació de catifes i les seves illes marines. És probable que Palma es converteixi en la base d'operacions de gas natural liquat (GNL) per a la indústria del gas natural en alta mar de Moçambic, que evoluciona ràpidament.
El 24 de març de 2021 un grup armat de rebels extremistes islamistes va atacar Palma, la qual cosa va provocar el desplaçament de més de 35.000 persones. La ciutat va acabar caient en mans de l'Estat Islàmic el 29 de març.